# Swainsona parviflora
Swainsona parviflora är en ärtväxtart som beskrevs av George Bentham. Swainsona parviflora ingår i släktet Swainsona och familjen ärtväxter. Inga underarter finns listade i Catalogue of Life.